# MVM Dome
De MVM Dome is de grootste indoor arena van Hongarije, en de grootste handbalarena van Europa.     
De arena werd geopend in december 2021 en zal vanaf 2022 gastheer zijn van het Europees kampioenschap handbal voor heren in 2022, het Europees kampioenschap handbal voor dames in 2024, het wereldkampioenschap handbal voor dames in 2027 en de Final Four van de EHF Champions League voor dames .